# Stanko Sebič
Stanko Sebič (Celje, 2 novembre 1984) è un ex cestista sloveno.

## Palmarès
- Campionato sloveno: 3

Krka Novo mesto: 2002-03, 2009-10
Šentjur: 2014-15